# Фонтенбло
Фонтенбло̀ (на френски: Fontainebleau) е град в Северна Франция. Разположен е в департамент Сен е Марн на регион Ил дьо Франс. Отстои на 65 km югоизночно от столицата Париж. Има жп гара. Курортен град, бивша резиденция на френските крале. Посещаван от туристи заради интересните дворци. Порцеланова промишленост. Население 15 688 жители от преброяването през 2006 г.

## Личности, родени във Фонтенбло
- Филип IV Хубави (1268 – 1314), френски крал
- Анри III (1551 – 1589), френски крал
- Луи XIII (1601 – 1643), френски крал
- Франсоа II (1544 – 1560), френски крал
- Елизабет Валоа (1549 – 1568), дъщеря на Анри II, кралица на Испания
- Елизабет Бурбонска (1602 – 1644), дъщеря на Анри IV, кралица на Испания

## Личности, починали във Фонтенбло
- Филип IV Хубави (1268 – 1314), френски крал
- Катрин Мансфийлд (1888 – 1923), новозеландска и британска писателка, починала близо до Фонтенбло